# Madeleine-Angélique de Gomez
Pour les articles homonymes, voir Gomez et Poisson (homonymie).
Madeleine-Angélique Poisson, dite de Gomez, née  à Paris le 22 novembre 1684 et morte à Saint-Germain-en-Laye le 28 décembre 1770, est une romancière et dramaturge française.

## Biographie
Fille du comédien Paul Poisson, Madeleine-Angélique Poisson épouse un gentilhomme espagnol, Don Gabriel de Gomez, qu'elle croit riche mais qui se révèle accablé de dettes.
Madeleine-Angélique de Gomez cherche alors dans l'écriture une ressource pour sortir de la gêne. C'est sans doute à cette nécessité qu'il faut attribuer le grand nombre de livres qu'elle met au jour : un très grand nombre de romans, ainsi que quelques tragédies. Elle publie sous le nom de son mari.
Madeleine-Angélique de Gomez est également l’autrice de quantité de nouvelles, dans lesquelles elle conte, selon Henri Coulet, «  des anecdotes historiques, sentimentales, morales, réalistes,  comiques, héroïques, tragiques… ».
« Nous n’avons personne, qui dans ces derniers tems ait publié autant d’Ouvrages d’agrément que Madame de Gomez, & qui les ait travaillés avec autant de goût & de facilité » (Nicolas Lenglet Du Fresnoy).
Elle utilise également le pseudonyme M.P.V.D.G. pour signer ses écrits.
Elle meurt à Saint-Germain-en-Laye, le 28 décembre 1770 à l'âge de 86 ans.

## Œuvres
- Habis ; tragédie, Paris, P. Ribou, 1714
- Anecdotes, ou Histoire secrette de la maison ottomane, Amsterdam, Par la compagnie, 1722
- Les Journées amusantes, dédiées au roi, en frontispice Louis XV, Roi de France et de Navarre gravé par Jean-Baptiste Scotin, Paris, André Morin, 1722
- Histoire secrette de la conqueste de Grenade, Paris, C. Le Clerc, 1723
- Œuvres mêlées de Madame de Gomez : contenant ses tragedies & differens ouvrages en vers et en prose, Paris, André Morin, 1724 (édition partagée avec Guillaume Saugrain)
- Anecdotes persanes, dédiées au roy, Paris au palais, J.-B. Mazuel, 1727
- Crémentine, reine de Sanga ; histoire indienne, Paris, Mouchet, 1727
- Histoire du comte d’Oxfort, de Miledy d’Herby, d’Eustache de Saint-Pierre et de Beatrix de Guines au siège de la ville de Calais, sous le règne de Philippe de Valois, roi de France & de Navarré, en 1346 & 1347, Paris, G. Saugrain, 1728-1731, Calais, [s.n.], 1765
- Entretiens nocturnes de Mercure et de La Renommée, au jardin des Thuilleries, Paris, Le Clerc ; Mouchet ; Saugrain ; Prault, 1731
- Histoire de Jean de Calais, roi de Portugal, ou, La vertu recompensee, Bruxelles, Eugène-Henry Fricx, 1731
- Cent nouvelles nouvelles, Paris, Veuve Guillaume, 1732-1739 (Les Amans cloîtrés dans la septième partie est inspiré du fameux roman de Claudine de Tencin, Mémoires du comte de Comminge).
- Cléarque, tyran d'Héraclée, tragédie, Utrecht, E. Neaulme, 1733 (déjà publié dans les Œuvres mêlées en 1724)
- La Jeune Alcidiane, Paris, Guillaume-Denis David, 1733
- Histoire d'Osman premier du nom, XIXe empereur des Turcs, et de l'impératrice Aphendina Ashada, Paris, Prault père, 1734
- Marsidie reine des Cimbres, tragedie, Utrecht, Etienne Neaulme, 1735 (déjà publié dans les Œuvres mêlées en 1724)
- Semiramis, tragédie, Utrecht, Étienne Neaulme, 1737 (déjà publié dans les Œuvres mêlées en 1724)
- Histoires du comte d'Oxfort, de Miledy d'Herby, d'Eustache de S. Pierre, et de Beatrix de Guine, La Haye, J. Gallois, 1738